# Laticilla
A Laticilla  a madarak osztályának verébalakúak (Passeriformes) rendjébe és a Pellorneidae családjába tartozó nem.

## Rendszerezésük
A nemet Edward Blyth írta le 1845-ben, jelenleg az alábbi 2 faj tartozik ide:
- Laticilla burnesii
- Laticilla cinerascens

## Előfordulásuk
Dél-Ázsiában honosak. A természetes élőhelyük a szubtrópusi vagy trópusi legelők és cserjések, valamint édesvizű tavak, mocsarak, folyók és patakok környéke. Állandó, nem vonuló fajok.

## Megjelenésük
Átlagos testhosszuk 17 centiméter, testtömegük 19 gramm.

## Életmódjuk
Rovarokkal táplálkoznak.